# 環物種

從一極端到另一極端之間的各族群都有連續性的基因變化，但彼此相鄰的兩族群之間仍能互相雜交；但當此一族群的首尾兩亞種重新相遇時，已差異太大而無法雜交。

環物種（英語：Ring species）是指生物學中一个物種因地理區隔（如湖泊、山岳、峽谷）等因素而沿著該區隔繁衍產生多個亞種，各相鄰亞種之間有著連續性的基因變化，當此一連續亞種之首尾物種亦相鄰，首尾兩亞種却因差異太大而不進行杂交繁殖的现象。此物種整體分布型態正如一圓環狀，故名為“環物種”。
环物种展现了临域性物种形成的过程，也成为物种演化的证据。

## 例子

銀鷗在北極圈形成環物種，各相鄰亞種間可以雜交，但北歐亞種和英國亞種無法雜交。

暗綠柳鶯各亞種分布，其中東西伯利亞亞種與西西伯利亞亞種無法雜交。

1. 銀鷗（Larus argentatus）：此種鳥類於北極圈中構成一環物種。其七個亞種分布於英國、北美、東西伯利亞、西伯利亞、北歐，形成一環狀。其中北歐亞種與英國亞種無法雜交。
2. 埃氏剑螈(Ensatina eschscholtzii)：在美國加州中央谷地周圍形成環物種。環上七個亞種皆能互相交配，除了最南端相比鄰的大斑亚种(E. e. klauberi)和指名亚种(E. e. eschscholtzii)無法雜交外。最北端的蠑螈可能是最早的族群，由於只能棲息於濕潤地區，因此由北方分兩路演化，一路為太平洋海岸，一路為內華達山麓，當這原屬同種的兩族群在南加州重新相遇時，已無法相互雜交。
3. 暗綠柳鶯（Phylloscopus trochiloides）：在環繞西藏高原周圍形成環物種。喜馬拉雅山亞種也許是最早的族群，分兩路演化，一路往西，一路往東，而在西伯利亞相遇的兩個亞種無法雜交。